# St. Petersburg Challenger II 2021
Il St. Petersburg Challenger II 2021 è stato un torneo maschile di tennis giocato sul cemento indoor. È stata la seconda edizione del torneo e faceva parte della categoria Challenger 80 nell'ambito dell'ATP Challenger Tour 2021. Si gioca a San Pietroburgo, in Russia, dall'8 al 14 marzo 2021. La settimana precedente si era tenuta la 1ª edizione del torneo, che faceva però parte della categoria  Challenger 50.

## Partecipanti

### Teste di serie
| Nazionalità | Giocatore           | Ranking* | Testa di serie |
| ----------- | ------------------- | -------- | -------------- |
| Russia      | Roman Safiullin     | 164      | 1              |
| Kazakistan  | Dmitry Popko        | 183      | 2              |
| Turchia     | Cem İlkel           | 210      | 3              |
| Romania     | Marius Copil        | 224      | 4              |
| Germania    | Rudolf Molleker     | 226      | 5              |
| Polonia     | Kacper Żuk          | 232      | 6              |
| Stati Uniti | Christopher Eubanks | 239      | 7              |
| Russia      | Tejmuraz Gabašvili  | 249      | 8              |

* Ranking aggiornato al 1 marzo 2021.

### Altri partecipanti
I seguenti giocatori hanno ricevuto una wild card per il tabellone principale:
- Evgenii Tiurnev
- Vaja Uzakov
- Denis Yevseyev

I seguenti giocatori sono entrati come Special Exempt al tabellone principale:
- Zizou Bergs

I seguenti giocatori sono entrati come alternate:
- Jesper de Jong
- Michael Vrbenský

I seguenti giocatori sono passati dalle qualificazioni:
- Mirza Bašić
- Jiří Lehečka
- Matija Pecotić
- Tim van Rijthoven

## Punti e montepremi
| Torneo    | Torneo              | V     | F     | SF    | QF    | 2T  | 1T  | Q | Q2  | Q1  |
| Singolare | Punti               | 80    | 48    | 29    | 15    | 7   | 0   | 4 | 2   | 0   |
| Singolare | Premi in denaro ($) | 7 200 | 4 240 | 2 510 | 1 460 | 860 | 520 | – | 260 | 130 |
| Doppio    | Punti               | 80    | 48    | 29    | 15    | –   | 0   | – | –   | –   |
| Doppio    | Premi in denaro ($) | 3 100 | 1 800 | 1 080 | 640   | –   | 360 | – | –   | –   |

## Campioni

### Singolare
In finale  Evgenii Tiurnev ha battuto in finale  Kacper Żuk con il punteggio di 6-4, 6-2.

### Doppio
In finale  Jesper de Jong /  Sem Verbeek hanno battuto in finale  Konstantin Kravčuk /  Denis Yevseyev con il punteggio di 6-1, 3-6, [10-5].